# 인디애나역 (로스앤젤레스)
인디애나역(Indiana)은 로스앤젤레스 군 광역철도의 금선역 중 하나이다. 로스앤젤레스의 동부에 위치하며 3번가(3rd Street)와 인디애나 가(Indiana Street) 사이의 글레아슨 애비뉴(Gleason Avenue) 입구에 위치하고 있다. 인디애나 역은 골드 라인 이스트사이드 연장선(Gold Line Eastside Extension)의 일환으로 2009년에 개장했다. 이스트 로스앤젤레스(East Los Angeles), 보일 하이츠(Boyle Heights) 지역 간 교류로 이용되는 역이다.

### 역 구조
| 승강장 | 금선                            | ← 마라빌라 역 Maravilla ← 애틀랜틱행 (종착점행) |
| 승강장 | 섬식 승강장, 왼쪽 출입문이 열림 |                                                 |
| 승강장 | 금선                            | → 소토 역 Soto → APU/시트러스 칼리지행 (기점행) |

## 열차 운행 정보
금선 운행은 오전 5시부터 시작하여 오전 12시 15분까지이다.

## 연결 가능한 대중교통
| 메트로 Metro Bus                    | 일반 메트로버스: 30, 106, 254, 665 |
| 몬테빌로 트랜싯 Montebello Transit: | 40                                 |
| 기타:                               | El Sol 유니언 퍼시픽/살라자르 공원 |